# Amathia semiconvoluta
Amathia semiconvoluta är en mossdjursart som beskrevs av Jean Vincent Félix Lamouroux 1824. Amathia semiconvoluta ingår i släktet Amathia och familjen Vesiculariidae. Inga underarter finns listade i Catalogue of Life.